# Монки

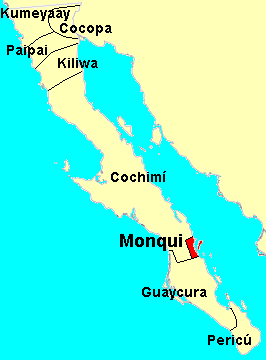
Народы Калифорнийского полуострова до прихода испанцев

Монки или монги (исп. Monqui, Mongui) — один из коренных народов юга Калифорнийского полуострова (ныне — мексиканский штат Южная Нижняя Калифорния). Во время первого контакта с испанцами в XVII веке обитали близ современного города Лорето. По-видимому, первыми из европейцев их встретили испанцы, исследовавшие Калифорнийский залив в XVII веке. В конце XVII века иезуитские миссионеры неоднократно предпринимали попытки обратить монки в христианство. Иезуит родом из Тироля Эусебио Кино вместе с адмиралом Исидро Атондо-и-Антильоном (англ.) безуспешно пытался основать миссию в Сан-Бруно (англ.) на северной оконечности территории племени монки в 1683—1685 годах (Bolton 1936). Первую постоянную миссию в Нижней Калифорнии основал в 1697 году в Лорето Хуан Мария де Сальватьерра (англ.).
Кино и Сальватьерра оставили слишком мало записей о быте племён, которые они посещали. Большинство фактов о культуре монки известно благодаря случайным комментариям в отчётах путешественников, а также работам иезуита-историка Мигеля Венегаса (англ., 1757, 1979). Монки были охотниками и собирателями; они собирали различные ресурсы на побережье залива, а также в долинах внутренней части Калифорнийского полуострова и в горах Сьерра-Гиганта (англ.). Они не знали ни земледелия, ни керамики, а их социальная организация была, по-видимому, основана на автономных местных общинах, которые часто враждовали друг с другом. Традиционная культура монки исчезла до конца XVIII века под влиянием испанского культурного воздействия, а также из-за эпидемий занесённых европейцами болезней.
Статус языка монки остаётся неопределённым. Уильям К. Массей (англ., 1949) предполагал, что монки говорили на языке кочими или его диалекте. Лейлендер, напротив, предполагал, что язык монки не был связан с кочими, и мог представлять собой диалект языка их южных соседей гуайкура (Laylander 1997).